# Arche (måne)
Arche (XLIII, S/2002 J 1) är en av Jupiters månar. Den upptäcktes 2002 av en grupp astronomer vid University of Hawaii under ledning av Scott S. Sheppard. Arche är cirka 3 kilometer i diameter och roterar kring Jupiter på ett avstånd av cirka 23 717 000 kilometer.